# Lampedo Linea
La Lampedo Linea è una struttura geologica della superficie di Venere.